# 玫瑰沙蚺
玫瑰沙蚺（学名：Lichanura trivirgata），是橡皮蚺的一种，习惯洞栖，会在酷暑、严冬时藏身在岩石或石缝中纳凉及冬眠。它们一般在黄昏或夜晚活动，天敌是猫头鹰、郊狼及沙狐等。遇袭时，玫瑰沙蚺会将躯体卷成球状保护头部，又或是从尾部释放臭味，有时也会进行咬击。

## 特征
玫瑰沙蚺的躯体上长形的条纹鳞色。

## 体长和体重
玫瑰沙蚺体长61至114厘米，体重300至600克。

## 食物
玫瑰沙蚺是肉食，它们吃鸟类、蝙蝠、蜥蜴、啮齿类动物、小型哺乳动物、两栖动物及其他蛇类等。

## 分布
玫瑰沙蚺分布于美国西南部、墨西哥西北部等。

## 栖息地
玫瑰沙蚺栖息在沙漠、矮树丛、岩石山坡等。